# 明吉·維娜
明吉·維娜（1949年—2009年12月11日），漢名楊春蓮、楊夏荷，臺灣新竹縣尖石鄉泰雅族人，國小教師，退休後在國立教育廣播電臺主持原住民節目。

## 生平
明吉·維娜原先漢名楊春蓮，為尖石鄉玉峰村的泰雅族人。父親泰雅族人、母親客家人。台中師專畢業後，她先回家鄉的嘉興國小教書。
二十世紀末時，桃園縣復興鄉、新竹縣尖石鄉、苗栗縣泰安鄉等山地鄉常有販賣女童、少女為雛妓的問題。 當時，明吉·維娜注意到家鄉的小學六年級女學生常無故失蹤，便告知大眾，終於引起政府關切。之後，她至新竹市北門國小和龍山國小任教。
明吉·維娜自己改漢名楊夏荷，以期許自己如夏天的荷花。臺灣原住民正名運動興起，明吉·維娜是最早一批改成原住民本名者。「明吉」為她幼名；「維娜」為她祖母名。
明吉·維娜父親早逝，而她自己心臟先天性缺陷、常會肺水腫。國小老師退休後，她臥病兩年期間，常收聽原住民廣播，並打電話指正問題。她為退休事業生涯，到台北工作。2000年起，她固定於每周六及周日下午5點於教育電台主持《莎力妲‧台北》原住民文化節目，節目名其意為「我們的家在台北」，並以「但我們的心在部落」為開場白。十餘年來，她為原住民地區企劃產業文化活動，如推出尖石桃花節、神木、甜柿等活動。
2008年，明吉·維娜心臟病動大手術，辭去電台工作。2009年12月11日20時05分，六十歲的明吉·維娜在三名子女陪伴下，因心臟病於新竹市國泰醫院去世。女兒溫文雅以母親名字成立「中華明吉維娜人文關懷協會」，自2014年起與華山基金會合作，關懷新竹地區的孤獨老者。